# Un barattolo mostruoso n.4
Un barattolo mostruoso n.4 (Monster Blood IV) è il sessantaduesimo libro della serie Piccoli brividi dell'autore statunitense R.L. Stine

## Trama
Evan Ross è tornato nuovamente da suo cugino Kermit Majors per fargli da tutore, mentre i suoi genitori sono partiti e non torneranno prima di dieci giorni. Un giorno, sopraggiunta Andy, ella mostra ai due un misterioso barattolo blu trovato in un cassonetto. Dopo alcuni ripensamenti i due ragazzi decidono di aprire il barattolo e ciò che ne esce è una strana melma blu, dalle dimensioni simili a quelle di uno scoiattolo. Evan, sospettando che si tratti di Sangue di Mostro, nota che quest'essere si abbevera di continuo a qualunque fonte d'acqua e, inaspettatamente, esplode moltiplicandosi ogni qualvolta ciò avviene. Dopo che tali mostriciattoli blu hanno distrutto le aiuole della zia Dee (madre di Kermit), i tre radunano le creature e Kermit le rinchiude nel bagno di servizio del seminterrato. Quando Evan e il cugino tornano poco dopo per controllare la situazione si accorgono che i mostri non solo sono evasi ma hanno anche bevuto il liquido per la crescita della peluria creato da Kermit, e ora, oltre ad essere cresciuti e prosciugato le riserve d'acqua del bagno, sono diventati anche pelosi. Gli esseri fuggono e iniziano a danneggiare tutto quello che trovano, abbeverandosi di continuo a varie fonti d'acqua ed esplodendo, e a quel punto Evan realizza che, forse, il piccantissimo sugo al peperoncino di sua zia Dee può essere una soluzione per risolvere il problema. Nonostante l'intervento di Dogface, il cane di Kermit, alcuni mostriciattoli bevono il sugo e diventano, però, molto più aggressivi, attaccando il povero animale, il quale fugge disperato verso la scuola, seguito da Evan, Andy e Kermit, mentre tutt'intorno la gente li osserva sconvolti. Sopraggiunti a scuola, Evan salva Dogface ma, ormai accerchiati dai mostri, i tre vengono assaliti, mentre una folla basita osserva la scena. Tuttavia, incredibilmente, proprio quando i tre credono di essere spacciati, si accorgono che i mostri blu hanno iniziato ad essere così feroci da aggredirsi a vicenda, uccidendosi. Salvatisi incredibilmente e venendo graziati dalle forze di polizia, i tre rientrano a casa dove trovano un uomo misterioso in una tuta bianca. Egli è Eric Crane, uno scienziato che anni addietro, spendendo un'enorme somma di denaro, aveva creato quei mostriciattoli blu come supporto per l'esercito statunitense in missioni sottomarine (rivelando dunque che tali mostri non erano Sangue di Mostro) ma, deluso dal fatto che i mostri finiscono per uccidersi a vicenda, aveva abbandonato il progetto gettando il barattolo con essi in un cassonetto (che poi è stato trovato da Andy). Urtato da Dogface, l'uomo fa cadere il barattolo nel giardino di Conan Barber, l'antipatico vicino di Kermit, ma il gruppo si tranquillizza pensando che ormai i mostri blu non ci sono più, anche se sia Evan che Kermit avrebbero voluto volentieri vendicarsi per le prepotenze del bullo Conan. Il giorno dopo, tuttavia, si scopre che Conan ha bevuto il liquido blu che era avanzato nel barattolo e, oltre ad avere una sete tremenda, ha iniziato a duplicarsi, rivelando altri tre suoi se stessi.

## Edizioni
- Robert Lawrence Stine, Un barattolo mostruoso n.4, traduzione di Cristina Scalabrini, collana Piccoli brividi, Arnoldo Mondadori Editore, 1999,  p. 157, ISBN 88-04-47022-4.